# ريويتشي تاناكا
ريويتشي تاناكا (田中亮一 تاناكا ريويتشي) هو ممثل ياباني ولد في 26 يناير 1947 في سوغينامي، طوكيو.

## أدواره في الأنمي

### مسلسلات أنمي تلفزيونية
- سينت سيا - كانسر ديثماسك، موسكا ديوس
- قبضة نجم الشمال - زيندا، كوريو (أيام الشباب)
- ون بيس - مور
- إل كازادور - شرطي
- ناب الشمس فانغرام - روكي أندور
- ديفلمان - أكيرا فودو/ديفلمان
- دراغون بول كاي - موري
- دراغون بول سوبر - دكتور بريف
- ساندز أوف ديستراكشن - سيد التماسيح
- فاندريد - رئيس الوزراء
- النمر المقنع دبل - كينتارو تاكاوكا

### أنمي الإنترنت
- سينت سيا: سول أوف غولد - كانسر ديثماسك

### أوفا أنمي
- سينت سيا فصل هادس: المعابد الإثنا عشر - كانسر ديثماسك، موسكا ديوس

### أفلام أنمي
- سينت سيا: أسطورة الشباب القرمزي - كانسر ديثماسك
- دراغون بول Z: معركة الخوارق - الكاي الأكبر

## أدواره في ألعاب الفيديو
- سينت سيا: ذا سانكتشواري - كانسر ديثماسك
- سينت سيا: ذا هادس - كانسر ديثماسك

## أدواره في الدبلجة اليابانية
- جي آي جو: بطل أمريكي حقيقي - كوبرا كوماندر
- المتحولون - كوبرا كوماندر

## وصلات خارجية
- ريويتشي تاناكا على موقع IMDb (الإنجليزية)
- ريويتشي تاناكا على موقع قاعدة بيانات الفيلم (الإنجليزية)
- ريويتشي تاناكا على موقع كينوبويسك (الروسية)
- ريويتشي تاناكا على موقع ANN person (الإنجليزية)